# Centro Femenil Colombiano de Acción Social
Centro Femenil Colombiano de Acción Social var en förening för kvinnors rättigheter i Colombia, grundad 1929. Den betraktas som Colombias första kvinnoförening av betydelse och som startpunkten för kvinnorörelsen i Colombia. 
Föreningen grundades av en grupp kvinnor under ledning av Georgina Fletcher, den colombianska kvinnorörelsens grundare och pionjär. Hon hade 1924 närvarat vid den internationella kongressen International League of Iberian and Latin American Women som Colombias representant, och vid sin återkomst startat kvinnorörelsen i Colombia genom att formellt grunda Colombias sektion av International League. Hon lämnade 1928 in ett förslag till parlamentet om att tillåta kvinnor studera vid universitet och gifta kvinnor bli myndiga. När den avslogs grundade hon Centro Femenil för att aktivt bedriva feministisk verksamhet i Colombia. 
Föreningen organiserade den fjärde latinamerikanska kvinnokongressen, IV Congreso Internacional Femenino, i Bogotá i december 1930. Det räknas som den första öppna rösten för feminismen i Colombia. Samtidigt lämnades ytterligare ett reformförslag in till parlamentet av en grupp feminister. Reformförslaget accepterades slutligen av parlamentet 1932, vilket innebar att gifta kvinnor blev myndiga och kvinnor fick rätt att studera vid universitetet. Kampen för kvinnlig rösträtt fördes dock inte förrän ett årtionde senare, av två andra föreningar: Union Femenina de Colombia och Alianza Femenina.